# Порядино (Опочецкий район)
Порядино — деревня в Опочецком районе Псковской области. Входит в состав Матюшкинской волости
Расположена на правом берегу реки Великая, в 13 км к северу от города Опочка.
Численность населения составляет 13 жителей (2000 год).